# احمد رهبری (زاده ۱۳۲۷)
احمد رهبری (زاده ۳ شهریور ۱۳۲۷، فامنین، همدان)، نماینده مردم رزن-فامنین و شراء در دورهٔ سوم مجلس شورای اسلامی و عضو بازنشسته هیئت علمی دانشگاه هنر تهران است. وی اصلاح‌طلب، از خانواده‌ای مذهبی ، دارای تحصیلات حوزوی و نیز تحصیلات دانشگاهی در سطح کارشناسی ارشد مرمت آثار باستانی از دانشگاه هنر اصفهان می‌باشد. 
وی در انتخابات دوره‌های دوم،‌ سوم، چهارم، پنجم (میان‌دوره‌ای اصفهان) و ششم مجلس شورای اسلامی تایید صلاحیت و در دوره های چهارم (میان‌دوره‌ای رزن)، پنجم، هشتم، نهم، دهم و یازدهم به دلایل سیاسی و نظارت استصوابی از سوی شورای نگهبان در مجموع شش بار رد صلاحیت شده‌ است. در آخرین باری که تایید صلاحیت شد، انتخابات مجلس ششم، احمد رهبری کاندیدای مشترک ۱۴ گروه اصلاح‌طلب از جمله جبهه مشارکت، مجمع روحانیون مبارز و دفتر تحکیم وحدت از حوزه انتخابیه همدان بود، اما با اختلاف اندک از راهیابی به دور دوم باز ماند.

## مسئولیت‌های دانشگاهی
1. معاون آموزشی دانشگاه هنر تهران
2. رئیس کتابخانه دانشگاه هنر تهران
3. معاون پشتیبانی دانشگاه هنر تهران

## سابقهٔ انتخاباتی
تا پیش از جداسازی شهرستان فامنین از حوزه انتخابیه رزن، احمد رهبری کاندیدای حوزه انتخابیه رزن بود. در انتخابات دورهٔ دوم با اختلاف ناچیز از راهیابی به مجلس بازماند. در دورهٔ سوم با کسب ۳۹۵۲۹ رای معادل ۵۵٪ آرا راهی مجلس شد. انتخابات دورهٔ چهارم انتخابات در پی اثبات تخلفات گستردهٔ رقیب انتخاباتی‌اش (ابوالفضل رحمانی اصل) ابطال شد. سپس در هر دو انتخابات میان‌دوره‌ای همان دوره، احمد رهبری که دیگر رقیب قابل توجهی نداشت به دلائل سیاسی رد صلاحیت و زمینه برای ورود آسان  نامزد جدید طیف رقیب محمدمهدی مفتح به مجلس فراهم شد. پس از الحاق فامنین به حوزه انتخابیه همدان همزمان با انتخابات مجلس پنجم (نوعی جری مندرینگ)، وی اغلب از حوزه انتخابیه همدان نامزد انتخابات مجلس بوده است.
احمد رهبری به طور تناوبی در دوره‌های مختلف انتخابات تأیید یا رد صلاحیت شده است. از جمله در دوره‌های دوم (رزن)، سوم (رزن)، پنجم (میان‌دوره‌ای حوزه انتخابیه اصفهان) و ششم (همدان) تأیید صلاحیت و در دوره‌های چهارم (میان‌دوره‌ای حوزه انتخابیه رزن)، پنجم (حوزه انتخابیه همدان)، هشتم (همدان)، نهم (همدان و فامنین)، دهم (همدان و فامنین) و یازدهم (حوزه انتخابیه تهران) علیرغم تایید از سوی هیات‌های اجرایی، به دلائل سیاسی از سوی شورای نگهبان رد صلاحیت شد. احمد رهبری همچنین عضو میز انتخابات کمیته انتخابات اصلاح‌طلبان استان همدان در انتخابات مجلس دهم بود.

## مسئولیت‌های محوله در مجلس شورای اسلامی
1. نایب رئیس کمیسیون فرهنگ و آموزش عالی [۹]

## تالیفات
1. از مجموعه دانستنیهای قرآن: انسان پیش از تاریخ (پیدایش انسان)[۱۰]
2. قیامت در قرآن [۱۱]
3. قرآن و باستان‌شناسی[۱۲]